# Милица Вучковић (књижевница)
Милица Вучковић (Београд, 1989) српска је књижевница и сликарка.

## Биографија
Милица Вучковић је рођена у Београду 1989. године. На Факултету примењених уметности у Београду је завршила сликарство, где је одбранила и докторат у коме се бавила перцепцијом уметничког дела код класно различитог посматрача.
Од 2014. године је чланица уметничког удружења УЛУПУДС, са статусом самосталног уметника.
Направила је преко десет самосталних сликарских изложби.
Живи и ради у Београду и Херцег Новом.

## Књижевна каријера
Милица Вучковић пише и прозу и поезију. Песме су јој објављене у неколико књижевних часописа као што су Фантом слободе, панчевачки Рукописи, Повеља, Сент.
Године 2014. објавила је прву књигу, збирку кратких прича Рој. За причу Једу људи и без ногу добила је 2017. прву награду на конкурсу за кратку причу „Бибер“.
На конкурсу ФЕКП, 2020. године нашла се у финалу, такође за кратку причу. Свој први роман Болдвин објавила је 2018. који је ушао у најужи избор за „Виталову награду”, као и за награду „Биљана Јовановић”.
Следећи роман Смртни исход атлетских повреда објавила је 2021. годину и за њу добила "Виталову награду" за најбољу књигу на српском језику објављену исте године. Роман је био и у ужем избору за НИН-ову награду, као и у најужем избору за награду „Београдски победник”.

## Дела
- Рој - приче, 2014.
- Болдвин - роман, 2018.
- Смртни исход атлетских повреда - роман, 2021.